# خورشیدگرفتگی ۲۳ اکتبر ۲۰۱۴

خورشیدگرفتگی ۲۳ اکتبر ۲۰۱۴ (به انگلیسی: Solar eclipse of October 23, 2014) یک خورشیدگرفتگی از نوع خورشیدگرفتگی جزئی است. این خورشیدگرفتگی در تاریخ ۲۳ اکتبر ۲۰۱۴ میلادی (‎۱ آبان ۱۳۹۳ خورشیدی) روی داد که زمان اوج آن، ساعت ۲۱:۴۵:۳۹ به‌وقت ساعت هماهنگ جهانی بود.
این خورشیدگرفتگی جزئی در شمال و مرکز آمریکا روی داد. و در ایران قابل رویت نبود.